# Marolles-en-Brie (Valle del Marne)
 Marolles-en-Brie  es una comuna y población de Francia, en la región de Isla de Francia, departamento de Valle del Marne, en el distrito de Créteil y cantón de Villecresnes.
Su población municipal en 2007 era de 5 073 habitantes.
Está integrada en la Communauté de communes du Plateau Briard .

## Demografía
| 140 | 185 | 228 | 218 | 250 | 233 | 250 | 249 | 209 | 219 | 249 | 225 | 211 | 238 | 215 | 214 | 214 | 234 | 234 | 250 | 253 | 281 | 318 | 276 | 244 | 311 | 309 | 493 | 501 | 1 501 | 4 606 | 5 191 | 5 073 |
| Para los censos de 1962 a 1999 la población legal corresponde a la población sin duplicidades (Fuente: INSEE [Consultar]) |     |     |     |     |     |     |     |     |     |     |     |     |     |     |     |     |     |     |     |     |     |     |     |     |     |     |     |     |       |       |       |       |

## Personas famosas
-Kylian Mbappé.